# 니콜라 필리베르

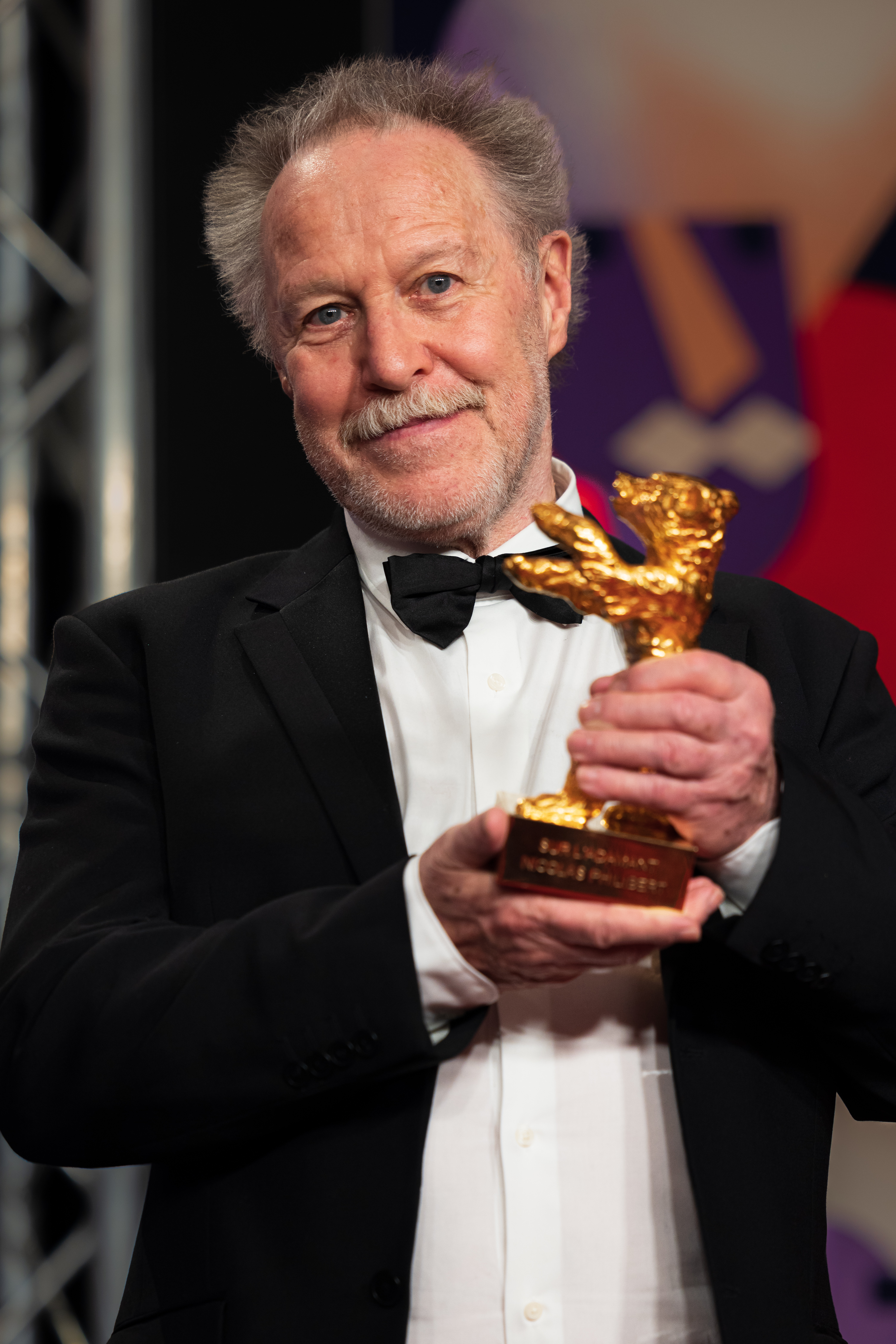
제73회 베를린 국제 영화제에서 (2023년)

니콜라 필리베르(Nicolas Philibert, 1951년 1월 10일 ~ )는 프랑스의 영화 감독, 각본가, 촬영 감독, 영상 편집자, 배우, 교사이다.
낭시에서 태어났다.

## 영화
- 파리 아다망에서 만난 사람들 (2023년)
- 이치 앤 에브리 모먼트 (2018년)
- 코챔 라디오 (2013년)
- 네네트 (2010년)
- 백 투 노르망디 (2007년)
- 마지막 수업 (2002년)
- 작은 것들 (1996년)
- 애니멀스 (1994년)
- 들리지 않는 땅 (1993년)
- 루브르 시티 (1990년)
- Pas si méchant que ça (1974)